# لويل ويكر
لويل بالمر ويكر جونيور ولد في 16 مايو 1931 وتوفي في 28 يونيو 2023. كان سياسيًا أمريكيًا شغل عدة مناصب منها ممثل الولايات المتحدة ، وعضو مجلس الشيوخ الأمريكي ، والحاكم رقم 85 لولاية كونيتيكت .
سعى ويكر دون جدوى للحصول على ترشيح الحزب الجمهوري لمنصب الرئيس في عام 1980 . كان ويكر من أوائل الأعضاء الجمهوريين في الكونجرس الذين عبروا عن مخاوفهم بشأن دور الرئيس ريتشارد نيكسون في فضيحة ووترجيت ، وقد اكتسب ويكر سمعته باعتباره " جمهوري روكفلر ". تبع ذلك أن ترك ويكر الحزب الجمهوري، وأصبح أحد مرشحي الطرف الثالث القلائل الذين تم انتخابهم لمنصب حاكم في الولايات المتحدة في ذلك الوقت.

## المراجع

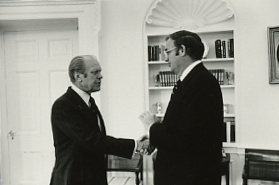
ويكر يحيي جيرالد فورد في عام 1976
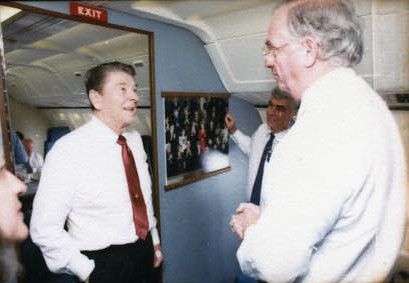
ويكر مع رونالد ريغان في عام 1988
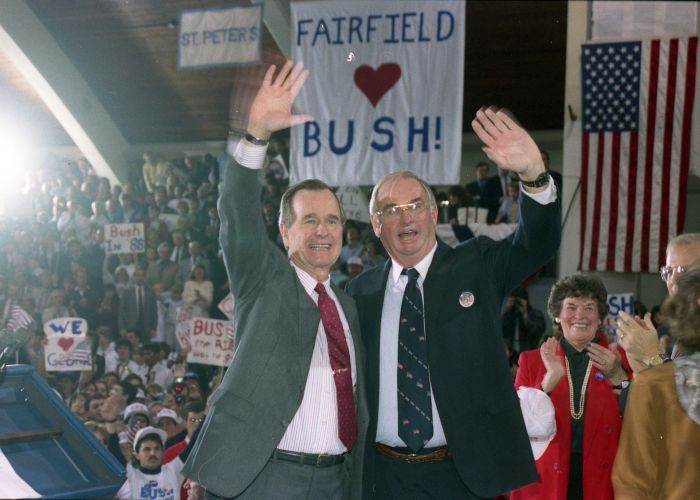
حملة ويكر مع جورج بوش اب في عام 1988

## روابط خارجية
- مرات الظهور على سي-سبان
- Biographical Directory of the United States Congress entry